# Forêt de Bitsevski
 (janvier 2023).
Le contenu est difficilement compréhensible vu les erreurs de traduction, qui sont peut-être dues à l'utilisation d'un logiciel de traduction automatique.
La forêt de Bitsevski ou parc de la Bitsa (en russe : Битцевский лес, Битцевский парк) est une zone naturelle protégée située au sud-ouest de Moscou et est le deuxième plus grand parc de Moscou après le parc national de Lossiny Ostrov. Le parc, traversé par la rivière Chertanovka et la rivière Bitsa, s'étend sur une dizaine de kilomètres du nord au sud. Sa superficie est de 2 208,4 hectares. Il s'étend du nord au sud et est délimité par l'avenue Balaklavski du nord.

## Géographie

### Cours d'eau
Du nord au sud :
- le ruisseau Derevlevski (ru) ;
- le ruisseau Konkovski (ru) ;
- Tchertanovka (ru) ;
- Dubinkinskaia (ru) ;
- Gorodnia (ru) ;
- Bitsa (ru) ;

Il y a aussi plusieurs étangs :
- 4 étangs dans le bloc 3 (à Balaklavski prospect 480,03 ha, 0,06 ha, 0,18 ha - Lipnyak, 0,42 ha - Sébastopolsky)
- 4 étangs avec cascade dans le bloc 7 dans le domaine "Uzkoïe", d'une superficie totale de 2,6 hectares
- 4 étangs dans le bloc 31 du domaine Znamenskoïe-Sadki, d'une superficie totale de 7,9 hectares
- 2 étangs dans le bloc 20 d'une superficie de 0,01 ha et 0,11 ha
- un étang dans le bloc 22 d'une superficie de 0,07 ha
- un étang de marbre dans le bloc 19 d'une superficie de 0,43 ha
- un étang pour chiens dans le quartier 25 - 0,91 hectare au 152, Varshavskoe shosse
- un étang dans le bloc 30 d'une superficie de 0,09 hectare à 158, Varshavskoe shosse

## Flore et faune

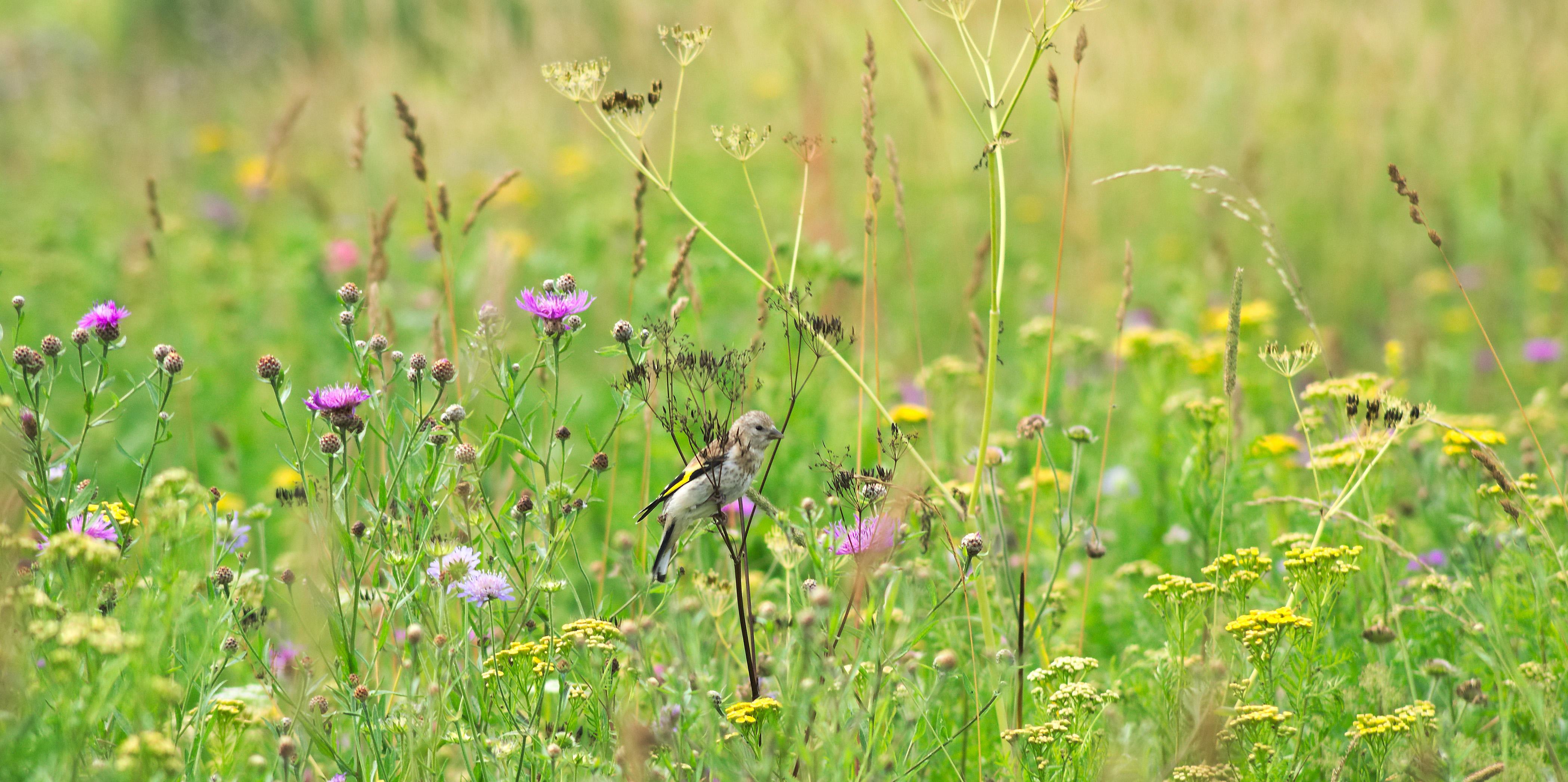
Prairie en Vivant

Au total, 648 espèces de plantes vasculaires appartenant à 93 familles ont été enregistrées sur le territoire du Parc naturel et historique de la forêt de Bitsevski en 1980-2008, tandis que 10 familles sont représentées exclusivement par des espèces cultivées ou invasives. Parmi celles-ci, 16 espèces sont des  plantes à spores, 10 - gymnospermes, 566 -  angiospermes, dont 113 - monocotylédone, 453 - dicotylédones.
Le plus grand nombre d'espèces présentes dans le parc naturel et historique sont les familles composite  (64), rosaceae (58), céréale (51), légumineuse (26), brassicaceae (26), lamiaceae (22), polygonaceae (20) et caryophyllaceae (20). Les représentants de ces 8 familles représentent 48,5% des espèces notées ici. Pour 6 autres familles - laîche (17), saule (18), apiaceae (19), scrophulariaceae (18), bouton d'or (17) - représentent 15% des espèces de plantes vasculaires du parc naturel et historique.
L'âge moyen des forêts locales est de 84 ans. Le plus ancien d'entre eux chênaie, atteignant 180-190 ans dans la forêt de Bitsevski;
Les plus anciennes forêts de tilleuls de la forêt de Bitsevski ont 90 à 100 ans et leur superficie est petite. La principale zone occupée par forêts de tilleuls est représentée par des plantations âgées de 70 à 90 ans.
Parmi les forêts de bouleaux, la zone principale est occupée par des plantations âgées de 60 à 70 ans.
Une superficie importante par rapport aux autres forêts de Moscou est occupée par des forêts de trembles, pour la plupart âgées de 50 à 60 ans.
La plupart des plantations de conifères de la forêt de Bitsevski sont d'origine artificielle.
Plus de la moitié des plantations de la forêt de Bitsevski ont une deuxième couche de peuplement forestier, principalement constituée de tilleuls. À ce titre, il est présent dans les pinèdes, les chênaies, les tilleuls et les bouleaux. Dans les forêts de bouleaux et de tilleuls, à certains endroits, l'épicéa émerge au deuxième couche.
Sous-bois dans la forêt de Bitsevski est représenté par la quasi-totalité de la zone couverte de forêt. Sa composition est très diversifiée : il est formé de sorbier, nerprun, noisette, chèvrefeuille, euonymus, ainsi que framboise, sureau, cerisier des oiseaux et divers types d'arbustes saules, mais l'espèce prédominante - 70% - est le noisetier.

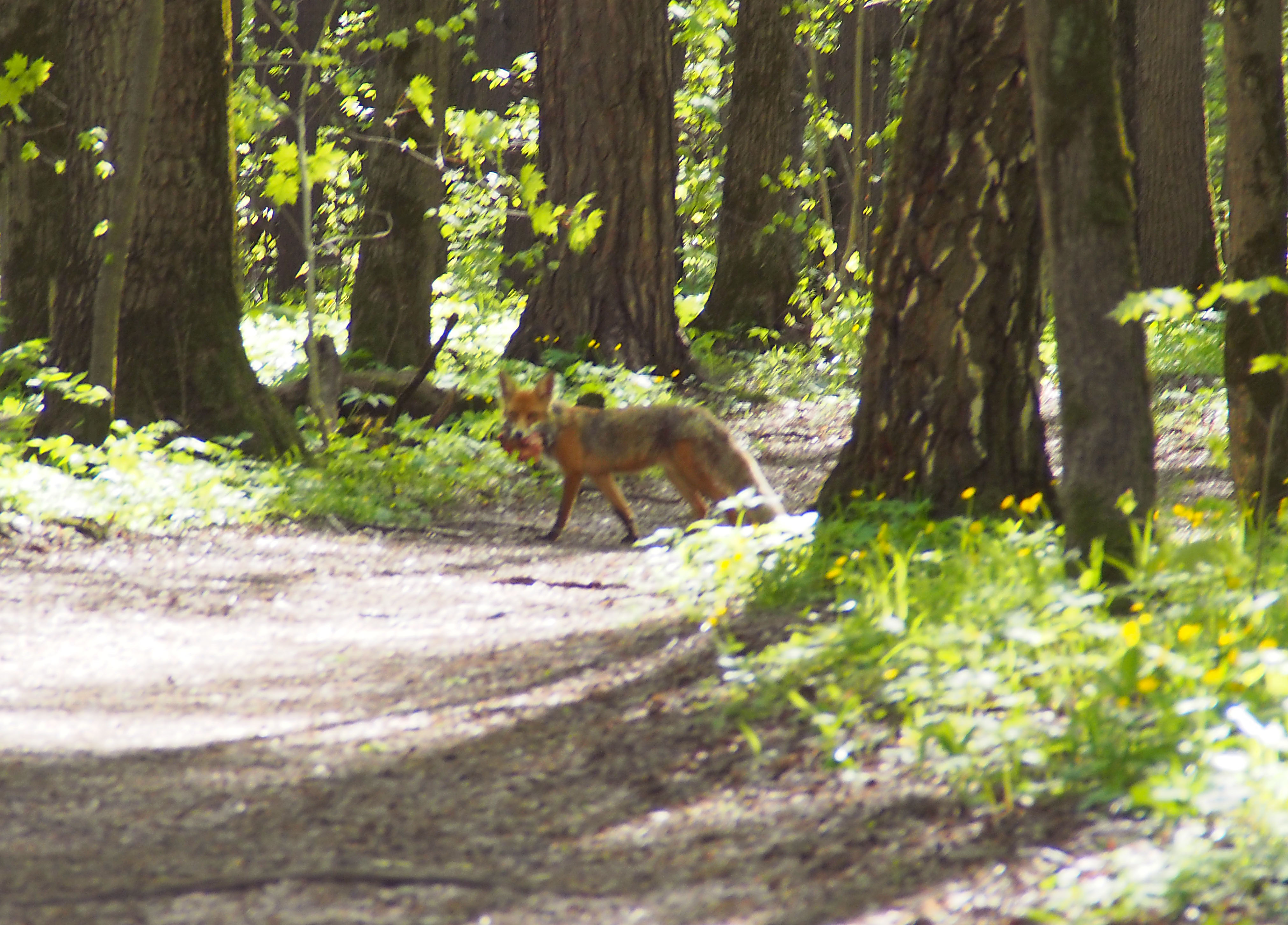
Renard avec proie dans la forêt de Bitsevski

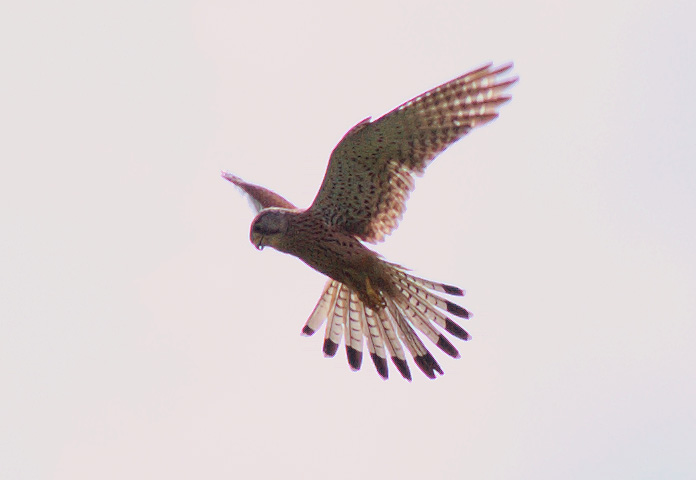
Faucon crécerelle chasse dans la forêt de Bitsevski

Au moins 150 espèces habitent le territoire du parc naturel et historique la forêt de Bitsevski : amphibiens - grenouille rousse, triton commun, triton crêté, crapaud commun et grenouille de lac, reptiles - serpent commun, oiseaux (109 espèces) et des mammifères (35 espèces). Parmi les oiseaux de proie en 2022, vous pouvez parfois voir des Buteo voler le long du lit de la rivière Chertanovka, plus souvent des Faucon crécerelle sur la Montagne Aride (en).
Les informations sur les invertébrés sont moins complètes : il existe 80 espèces d'invertébrés répertoriées dans le Livre rouge de Moscou (ru), dont 78 espèces sont des insectes.

## Attraits

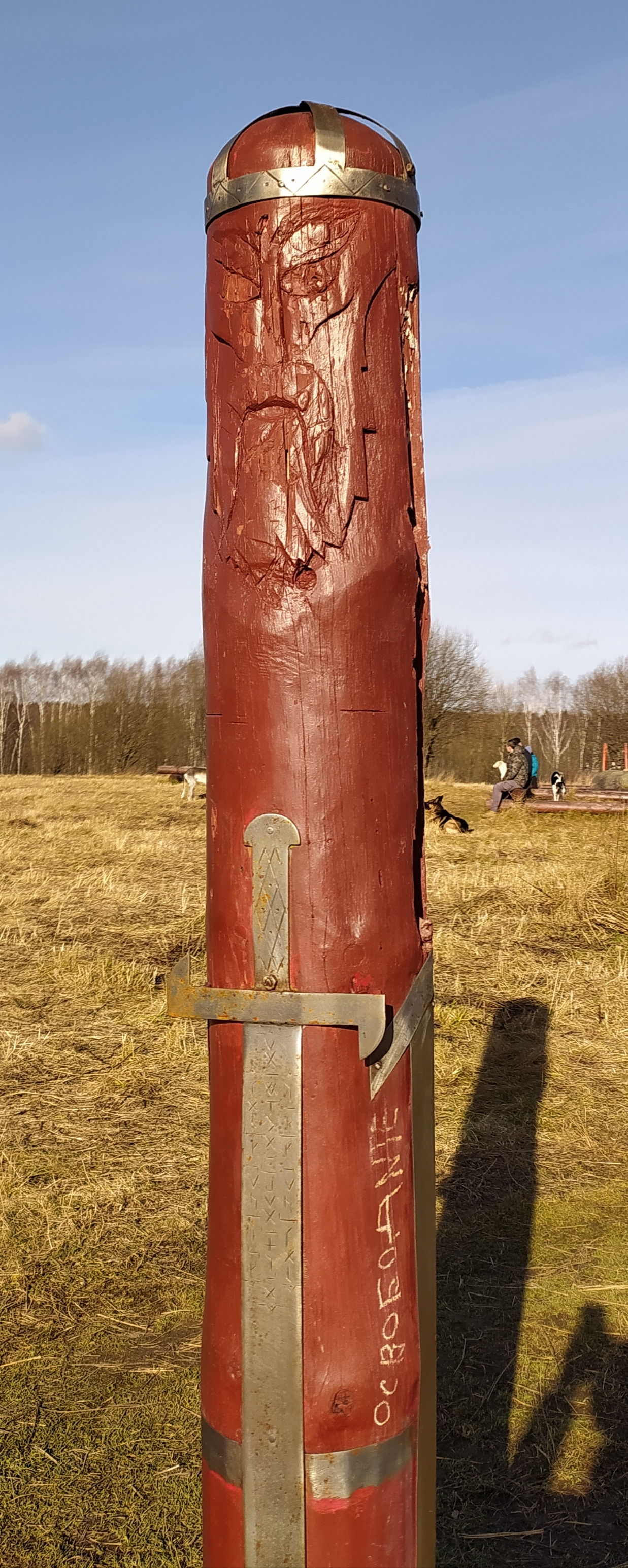
Idole de Péroun a Montagne Aride

Le parc Bitsevsky est riche en monuments historiques et archéologiques. Ce sont principalement des monticules de Viatitches des XIe – XIIe siècles et des ensembles de palais et de parcs de domaines nobles des XVIIIe – XIXe siècles, qui forment un seul site naturel et historique. Dans les propriétés seigneuriales « Ouzkoïe » et « Iassenevo »  il y se trouvent l'église dédiée à Notre-Dame de Kazan et l'église de Pierre et Paul respectivement. Les églises ainsi que les propriétés ont été déclarées monuments culturels.
- Le domaine « Ouzkoïe » tire son nom de l'ancien village, connu depuis le XVIe siècle. Ses propriétaires changeaient assez souvent. Au XVIIe - début du XVIIIe siècle, « Ouzkoïe » était les possessions des boyards Streshnev, au XVIIIe siècle — des princes Galitzine , depuis les années 1810 le domaine appartenait à Piotr Tolstoï, depuis 1883 — aux princes Trubetskoï. En 1900, leur ami, un éminent philosophe russe, Vladimir Soloviev meurt dans Ouzkoïe[3]. En 1922, la propriété d'Ouzkoïe a été confié à la Commission centrale pour l'amélioration de la vie des scientifiques (depuis 1931, la Commission d'assistance aux scientifiques), et en 1937 — Académie des sciences de l'URSS (en). Jusqu'à présent, la propriété était utilisé comme sanatorium pour les membres de l'Académie des sciences de Russie.

- Le domaine « Iassenevo » tire son nom de l'ancien village de Iassenevo, connu depuis 1339 sous le nom de Grand-Duc, puis — le patrimoine. En 1690-1790, Iassenevo appartenait aux boyards (plus tard princes) Lopukhins, dont la famille est issue Eudoxie Lopoukhine, la première épouse de Pierre Ier le Grand. Après les Lopoukhine, le domaine fut longtemps la propriété de Gagarine, puis des Buturlins [3].

- L'histoire du domaine  Znamenskoïe-Sadki (en)[3] s’est associée de nombreuses personnalités politiques et publiques de premier plan de l'Empire russe. Dans la première moitié du XIXe siècle, de nombreuses personnalités de la culture russe visitèrent ou vècurent là, dont l'historien M. P. Pogodine, N. V. Vsevolozhski - le fondateur de la société « Zelenaïa lampa (1819-1820) », le poète Viazemski P. A.  et d'autres. Le mariage des parents de Léon Tolstoï a eu lieu ici, dont la mère était la nièce du propriétaire du domaine Ivan Trubetskoï. En 1865, Mikhaïl Katkov est un journaliste, publiciste, rédacteur en chef et éditeur bien connu. De nos jours, le domaine abrite Institut de Conservation de la Nature[4].

- En 1980, pour les XXIIes Jeux Olympiques à proximité du parc, le Centre équestre « Bitza » a été construit, qui a accueilli les compétitions olympiques en Sports équestres et Pentathlon moderne. Des obstacles d'équitation ont été construits directement sur le territoire de la forêt de Bitsevsky et des compétitions de cross à cheval ont été organisées[5].

- Sur le territoire du parc forestier il se trouve l'internat psychiatrique no 30 de l'institution budgétaire de l'État, construit en 1972 (rue Dnepropetrovskaya, maison 14).

- Le complexe historique et naturel de Montagne Aride est une prairie sèche entourée de forêts, où des plantes herbacées rares poussent[6]. Les paysages de Montagne Aride sont précieux en tant qu'ils sont l'habitat pour les animaux caractéristiques des prairies des hautes terres, aussi les lièvres. Dans les années 1990 dans la forêt de Bitsevski, la nidification d'autour des palombes a été observée près de Montagne Aride dans les vallées fluviales Tchertanovka et Gorodnya. Non loin de Montagne Aride, dans le lit de la rivière Tchertanovka, se trouvent trois «sources d'argent», auxquelles les résidents locaux puisent de l'eau, malgré les interdictions des experts . En 2000, des sculptures en bois dieux slaves ont été installées sur Montagne Aride (en), symbolisant l'ancien temple païen[7].

- Non loin de Montagne Aride il se trouve le poste frontière de 1909, un monument local à la réforme de Stolypine. Des obélisques similaires ont été érigés en masse en 1909, lorsque, après la loi du 9 novembre 1908, arpentage dans l'Empire russe a été réalisé, mais seuls quelques-uns sont restés. Le pilier est divisé en deux et une croix à moitié effacée est gribouillée sur l'évidement rond du médaillon[8].

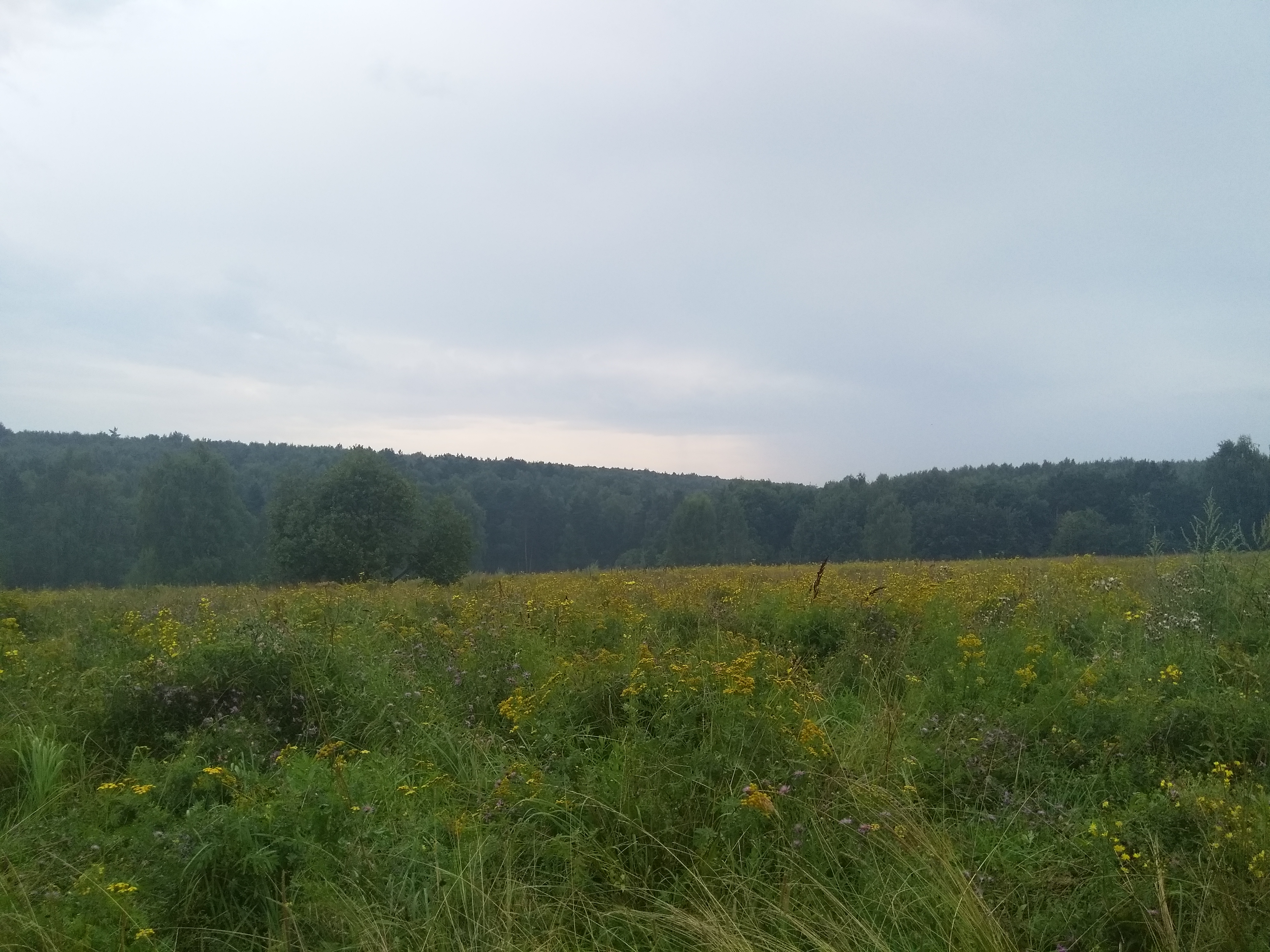
Montagne Aride

- Dans la partie sud du parc, il y a une source Bitsevski, à laquelle de nombreux habitants du district de Iassenevo et certains habitants de Tchertanovo Ioujnoïe et Tchertanovo Tsentralnoïe puisent de l'eau[10],[11].

- Sur le territoire du parc forestier se trouve centre cynologique « Iassenevo », fondé en 1982.
- Il y a le sanctuaire (temple) néo-païen Rodnovérie dans la forêt de Bitsevski, des réunions de Rodnovérs ont lieu, y compris des rituels et des vacances[12]. Les Rodnovers peuvent également utiliser les monticules de Viatitches situés dans le parc comme objets de culte.